# کوه مار دانیل
کوه مار دانیل (به عربی: جبل مار دانیال) یک کوه در عراق است که در Bartella, Iraq واقع شده‌است. کوه مار دانیل ۵۰۰ متر بالاتر از سطح دریا واقع شده‌است.